# Unión Nacional de Jubilados
Unión Nacional de Jubilados de Chile fue una asociación política chilena de corte social que intentaba agrupar a todos los jubilados, pensionados y montepiados del país, para defender un sistema más justo de jubilación, el cual estaba cada vez menos igualitario.
Tenían ciertas conexiones con el mundo socialista y en las elecciones de 1953 fueron parte del Frente Nacional del Pueblo, logrando la menor de las votaciones en senadores (18 votos con el 0,01 %), mientras que en la elección para la Cámara de Diputados lograron 6381 votos y el 0,88 % de las preferencias (fuera del pacto), sin elegir candidatos en ninguna de ambas cámaras.